# Donald Byrd
Donaldson Toussaint L'Ouverture Byrd II, född 9 december 1932 i Detroit, Michigan, död den 4 februari 2013, var en amerikansk jazzmusiker (trumpetare). 

## Biografi
Han spelade lite med Lionel Hampton innan han hade slutat skolan. Efter att ha spelat i en musikkår (engelska: marching band) medan han tjänstgjorde i USA:s flygvapen, fick han en kandidatexamen i musik från Wayne State University och en magisterexamen från Manhattan School of Music. Samtidigt som han studerade på Manhattan, gick han med i Art Blakeys jazzband, som ersättare för Clifford Brown.
På 1970-talet gick han över till jazz fusion och rhythm and blues. Tillsammans med Mizell Bröderna producerade han Black Byrd, som blev en stor framgång och Blue Note Records dittills mest sålda album. Några andra bästsäljare var Steppin' Into Tomorrow och Street Lady. Donald Byrd var pionjär inom genren jazzfunk.
Byrd undervisade musik vid Rutgers University, Hampton Institute, New York University, Howard University och Oberlin College. 1974 skapade han gruppen The Blackbyrds, bestående av hans bästa elever. Gruppen gjorde flera bästsäljare, bland annat Walking In Rhythm och Blackbyrds Theme.

## Diskografi
- Off to the Races (1958), Blue Note
- Byrd in Hand (1959)
- Fuego (1959)
- Byrd in Flight (1960)
- Royal Flush (1961)
- Free Form (1961)
- The Cat Walk (1962)
- Groovin' for Nat (1962)
- A New Perspective (1963)
- I'm Tryin' To Get Home (1964)
- Up With Donald Byrd (1965) Verve Records
- Mustang! (1966)
- Slow Drag (1967)
- Blackjack (1967)
- Fancy Free (1969)
- Electric Byrd (1970)
- Ethiopian Knights (1971)
- Black Byrd (1972)
- Street Lady (1973)
- Stepping into Tomorrow (1974)
- Places and Spaces (1975)
- Caricatures (1976)
- Thank You...For F.U.M.L. (Funking Up My Life) (1978)
- Donald Byrd And 125th Street, N.Y.C. (1979)
- Love Byrd: Donald Byrd and 125th St, N.Y.C. (1981)
- Words, Sounds, Colors and Shapes (1983)
- Harlem Blues (1987)
- Getting Down to Business (1989)
- A City Called Heaven (1991)
- Touchstone (2000)
- The Transition Sessions (2002)
- Out of This World (2003)
- At the Half Note Cafe, Vol. 1 (2003)
- At the Half Note Cafe, Vol. 2 (2003)
- At the Half Note Cafe, Vol. 1-2 (Bonus Tracks) (2004)
- In a Soulful Mood (2005)
- Pop-Jazz Volume 1 (2006)